# Wojciech Sobieszak
Wojciech Bronisław Sobieszak (ur. 8 marca 1952 w Gryficach) – polski menedżer związany z przemysłem spożywczym, działacz organizacji pracodawców, wieloletni prezes zarządu Cereal Partners Poland Toruń-Pacific.

## Życiorys
Studiował na Wydziale Biologii i Nauk o Ziemi oraz na Wydziale Ekonomii i Zarządzania Uniwersytetu Mikołaja Kopernika w Toruniu, a także handel zagraniczny na Uniwersytecie Gdańskim. Od 1976 zatrudniony w przemyśle spożywczym. W 1987 został dyrektorem Przedsiębiorstwa Przemysłu Ziemniaczanego w Toruniu. Po przeprowadzonej prywatyzacji objął w 1990 funkcję prezesa zarządu spółki prawa handlowego Toruń-Pacific, włączonej w 1994 w skład Cereal Partners Worldwide (przedsiębiorstwa typu joint venture stworzonego przez General Mills i Nestlé) i przemianowanej wówczas na Cereal Partners Poland Toruń-Pacific, będącej największym w Europie Środkowo-Wschodniej producentem płatków śniadaniowych. Od tego czasu Wojciech Sobieszak nieprzerwanie zajmuje stanowisko prezesa zarządu, od 2004 będąc jednocześnie dyrektorem zarządzającym usytuowanej w Toruniu grupy Cereal Partners Central Europe.
Działa także w Business Centre Club (w tym jako kanclerz toruńskiej loży BCC w latach 1999–2007) oraz w Rotary Club Toruń (którym kierował w latach 1995–1996 i 2004–2005).

## Odznaczenia
- Krzyż Komandorski Orderu Odrodzenia Polski (2010)[4]
- Krzyż Oficerski Orderu Odrodzenia Polski (2005)[5]
- Krzyż Kawalerski Orderu Odrodzenia Polski (2001)[6]